# Puybrun
Puybrun é uma comuna francesa na região administrativa de Occitânia, no departamento de Lot. Estende-se por uma área de 4,36 km². Em 2010 a comuna tinha 1 028 habitantes (densidade: 235,8 hab./km²).